# Bodenwerder
Bodenwerder est une ville allemande située en Basse-Saxe dans l'arrondissement de Holzminden. Elle se trouve sur la Weser, en amont de la ville d'Hamelin.

## Histoire
La ville est fondée en 1287 par Ritter Heinrich II von Homburg. Elle est la ville de naissance du Baron de Münchhausen : un musée et un monument lui sont dédiés.

## Municipalité
Bodenwerder constitue, avec les villes de Halle, Hehlen, Heyen, Krichbrak et Pegestorf, un regroupement de communes, le Samtgemeinde Bodenwerder.
Bodenwerder a notamment pour quartier Rühle.